# بباز
بباز (به لاتین: Bebaz) یک روستا در بنگلادش است که در استان باریسال و در ناحیه باریسال واقع شده است.